# Дольне Трговіште
Дольне́ Трговіште (словац. Dolné Trhovište) — село в окрузі Глоговец Трнавського краю Словаччини. Площа села 10,06 км². Станом на 31 грудня 2015 року в селі проживало 659 жителів.

## Історія
Перші згадки про село датуються 1156 роком. Муніципалітет лежить на висоті 180 метрів і займає площу 10,057 км². Населення гміни становить близько 637 осіб.

## Населення
| Рік:            | 1994. | 2004.   | 2014.   | 2024.    |
| --------------- | ----- | ------- | ------- | -------- |
| Кількість осіб: | 642   | 637     | 651     | 571      |
| Різниця:        |       | -0,77 % | +2,19 % | -12,28 % |

| Рік:            | 2023. | 2024.   |
| --------------- | ----- | ------- |
| Кількість осіб: | 584   | 571     |
| Різниця:        |       | -2,22 % |